# Capafonts
Capafonts település Spanyolországban, Tarragona tartományban. Capafonts Mont-ral, Vilaplana, La Febró és Prades, Tarragona községekkel határos. Lakosainak száma 106 fő (2024).

## Népesség
A település népessége az elmúlt években az alábbi módon változott:
| Lakosok száma | 115  | 518  | 363  | 209  | 104  | 109  | 119  | 114  | 121  | 106  |
|               | 1717 | 1887 | 1936 | 1960 | 1986 | 2004 | 2009 | 2014 | 2019 | 2024 |